# Harbouria trachypleura
Harbouria trachypleura är en växtart som är ensam art i släktet Harbouria i familjen flockblommiga växter.
Arten är en perenn ört som förekommer i Wyoming, Colorado och New Mexico i centrala USA. Den beskrevs först som Thaspium trachypleurum av Asa Gray 1863, och fick sitt nu gällande namn av John Merle Coulter och Joseph Nelson Rose 1888.